# Mosquée Bayezid Ier
Ne doit pas être confondue avec la mosquée Bayezid II à Istanbul.
La mosquée Bayezid Ier (en turc : Fethiye Camii, en grec moderne : Τέμενος Βαγιαζήτ / Témenos Bayazít), ou mosquée du sultan Mehmed Ier (en turc : Çelebi Sultan Mehmed Camii, en grec moderne : Τέμενος Μεχμέτ Α'), également appelée Grande mosquée (en turc : Büyük Camii ou Ulu Camii) est un édifice ottoman situé à Didymotique, dans la région grecque de Macédoine-Orientale-et-Thrace. Achevée en 1420–1421, il s'agit de la plus ancienne mosquée ottomane préservée d'Europe, et l'une des plus imposantes.

## Histoire

### Une mosquée dédiée à deux sultans
Prise par les Ottomans entre 1359 et 1361, Didymotique (en turc : Dimetoka) forma l'un des premiers foyers de la culture ottomane dans les Balkans,. Elle remplaça même Brousse, de manière temporaire, comme résidence du sultanat, devenant ainsi et jusqu’en 1366 la première capitale de l’empire ottoman en Europe,.
Selon le voyageur Evliya Çelebi, qui visite la ville en 1670, la construction de la mosquée commença sous le règne du sultan Bayezid Ier. Toutefois, l'invasion de l'Anatolie par les troupes turco-mongoles de Tamerlan et la capture du sultan à la bataille d'Ankara, en 1402, stoppèrent les travaux. Ces derniers reprirent sous Mehmed Ier, les expertises dendrochronologiques du sommet de la toiture ayant permis de dater le bois utilisé de l'année 1418. Comme l'atteste l'inscription dédicatoire surmontant l'entrée principale, l'édifice fut achevé et inauguré en mars 1420. Une seconde inscription, sur l'entrée latérale du sud-ouest, indique que la mosquée est l'œuvre du célèbre architecte Ivaz Pacha (tr), et que le chantier fut construit par Dogan ibn Abdullah sous la supervision du cadi Sayed Ali Hassan,. Contrairement à la première inscription, la date mentionnée est 1421.
La Grande mosquée de Didymotique, l'une des rares dans les Balkans à être reconnue comme commanditée par un souverain ottoman, est ainsi placée sous le patronage de deux sultans. En cela, son histoire primitive présente des parallèles avec la Vieille mosquée d'Edirne, située à environ 40 km plus au nord.

### Usages et modifications à la fin de l'occupation ottomane
Lors de l'occupation bulgare de la région en 1912 pendant la première guerre balkanique, l'édifice fut converti en église saint-Georges,. Après avoir repris le contrôle de la ville l'année suivante, les Ottomans rénovèrent la partie supérieure du minaret en créant un second balcon.
La mosquée fut désacralisée dans les années 1920, à la suite du rattachement de la région à la Grèce et du transfert de populations consécutif au traité de Lausanne. Elle fut dès lors vendue à un particulier et servit de dépôt à grain. Son toit en plomb, vanté par Evliya Çelebi, fut déposé durant la Seconde Guerre mondiale.  L'édifice fut déclaré monument historique en 1946 sous la responsabilité du 15e Ephorat des antiquités byzantines.

### Une lente et complexe restauration
Privé de sa couverture sommitale, le monument connut une dégradation rapide de son état structurel et esthétique. Les appels à la restauration furent émis dès 1969, mais les premières actions d'envergure ne furent mises en œuvre que bien des années plus tard, en couvrant la mosquée de tôles d'étain entre 1981 et 1985. Cette toiture provisoire fut remplacée dix années plus tard par un revêtement de plomb recouvert d'une bâche imperméable et des échafaudages furent installés à partir de 2001 afin de stabiliser l'édifice et contenir sa dégradation.
Un programme global de restauration fut finalement signé en 2014 grâce à des financements européens. Alors que des travaux de restauration du toit étaient conduits, un important incendie dévasta les quelque 700 m2 du plafond de bois de chêne du XVe siècle dans la nuit du 21 au 22 mars 2017,,. Fin 2022, la reconstruction de l'édifice est en cours.

## Architecture
Le monument présente des similarités architecturales avec la Vieille mosquée d'Edirne, en ce qui concerne notamment les matériaux de construction, la maçonnerie et l'architecture des façades. En effet, les deux édifices sont construits en pierre de taille locale de calcaire jaune. Ils ont également en commun l'usage de pierres blanches et rouges surmontant les portes et les fenêtres. La Grande mosquée de Didymotique est toutefois singularisée par les caractéristiques uniques de son haut toit pyramidal,, entièrement détruit par l'incendie de 2017.
Les façades font 32 m de large, 30 m de long et presque 12 m de haut, tandis que les dimensions intérieures sont de 28 m de large par 25,5 m de long. Un porche, détruit à une date inconnue, prolongeait vraisemblablement la structure carrée de la salle de prière au niveau de l'entrée principale au nord, à moins que la modification des plans de l'édifice après la mort de Bayezid Ier n'explique que cette partie de la mosquée n'ait jamais vu le jour. Le portail monumental de 8,5 m de hauteur, orné de décorations en forme de stalactites, entoure les portes en bois d'origine. Il constitue l'un des exemples les plus représentatifs dans les Balkans de l'influence du style seldjoukide dans la nouvelle conception architecturale des premiers Ottomans,.
À l'intérieur, la coupole sur pendentif repose sur quatre piliers carrés, qui séparent la vaste salle de prière en neuf espaces de taille inégale. L'espace central entre les piliers mesure 10,9 m par 8,53 m. Le mihrab à muqarnas est entouré d'un décor polychrome à motifs végétaux et d'une fresque représentant les bâtiments et jardins d'une cité céleste,. De grandes calligraphies, principalement tirées du Coran, sont également observables. 

## Galerie

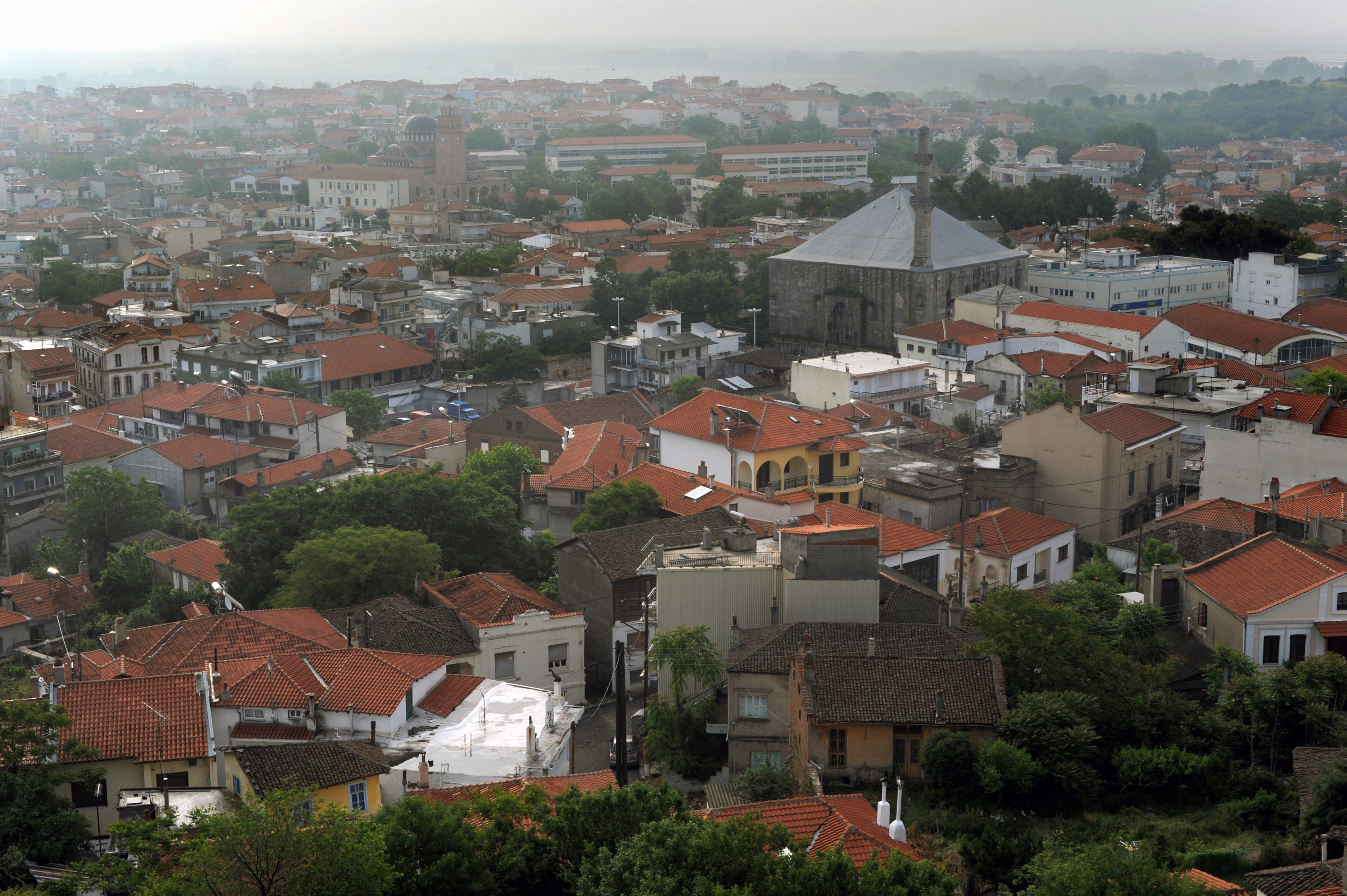
Vue de la mosquée depuis le château.
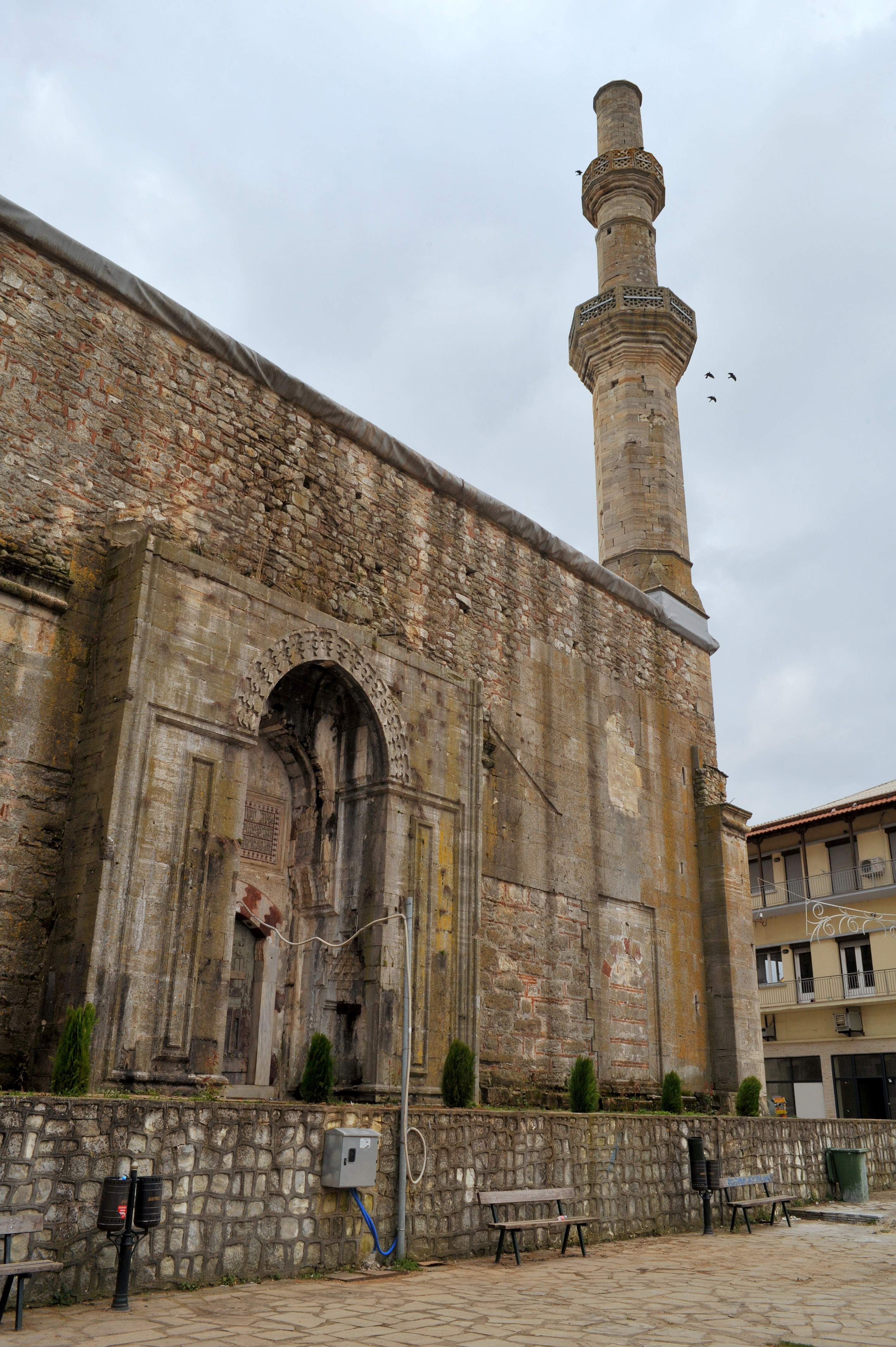
Façade principale au nord et minaret.
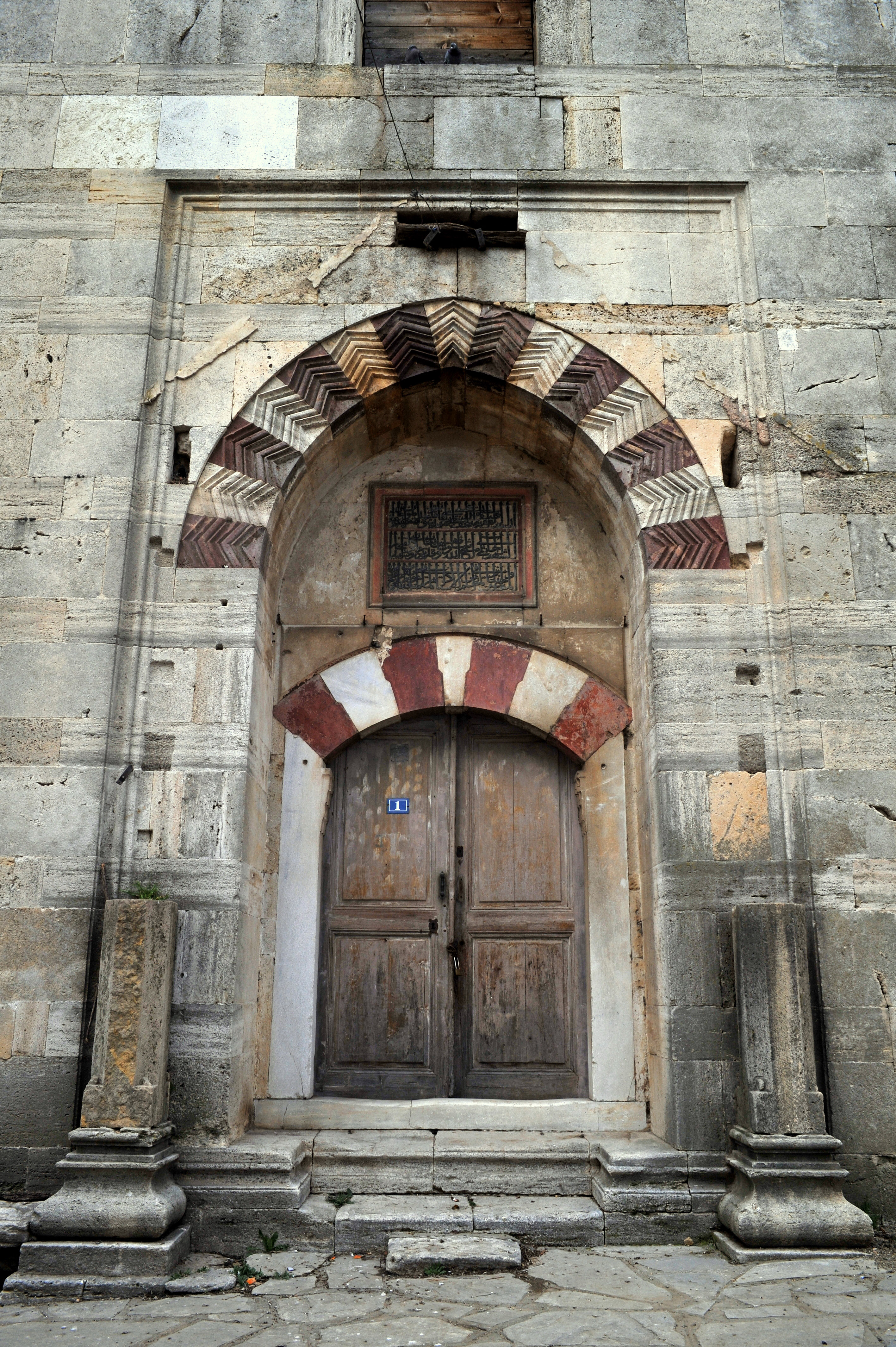
Porte de la façade ouest.
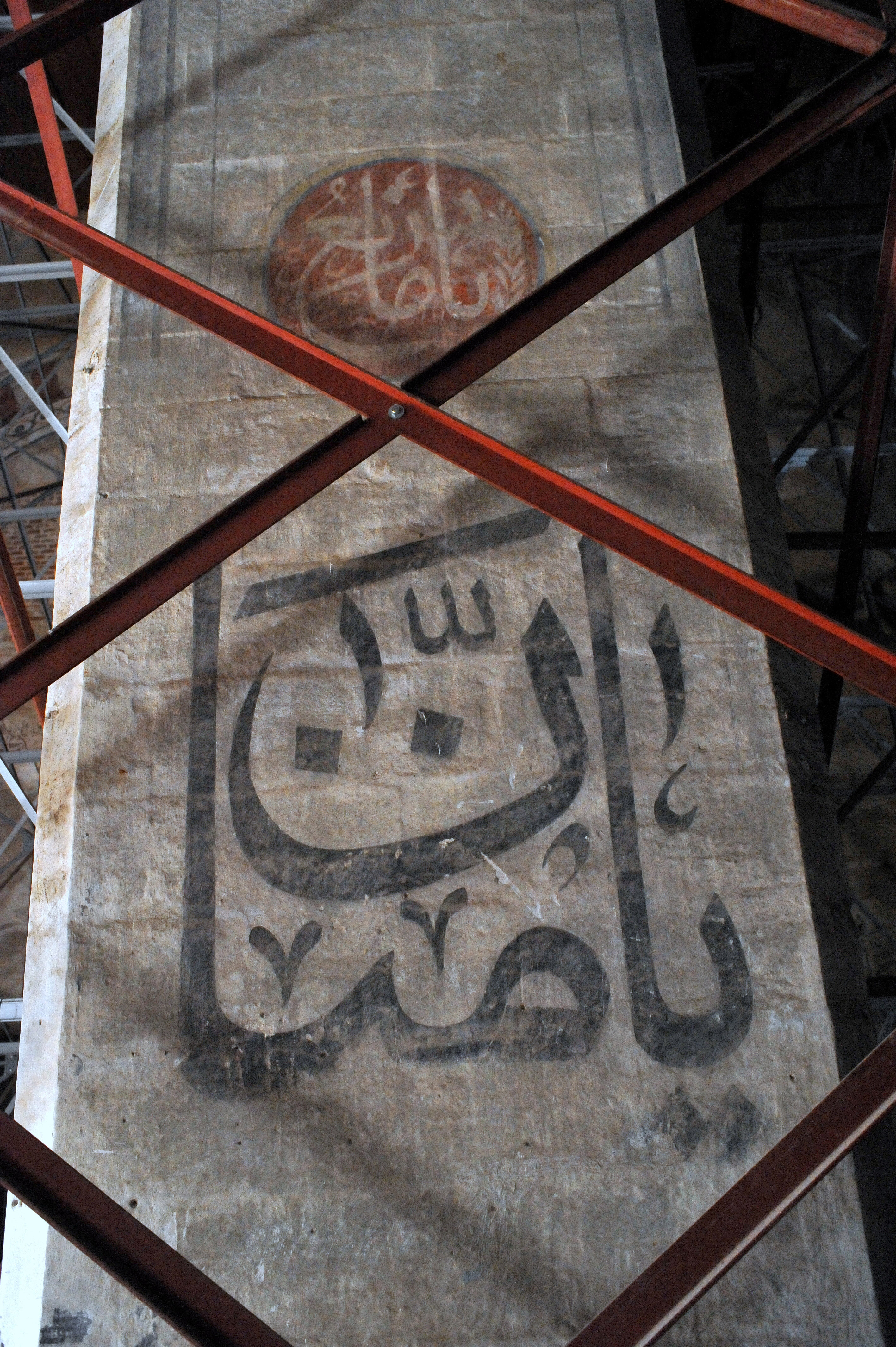
Exemple de grande calligraphie sur l'un des piliers.
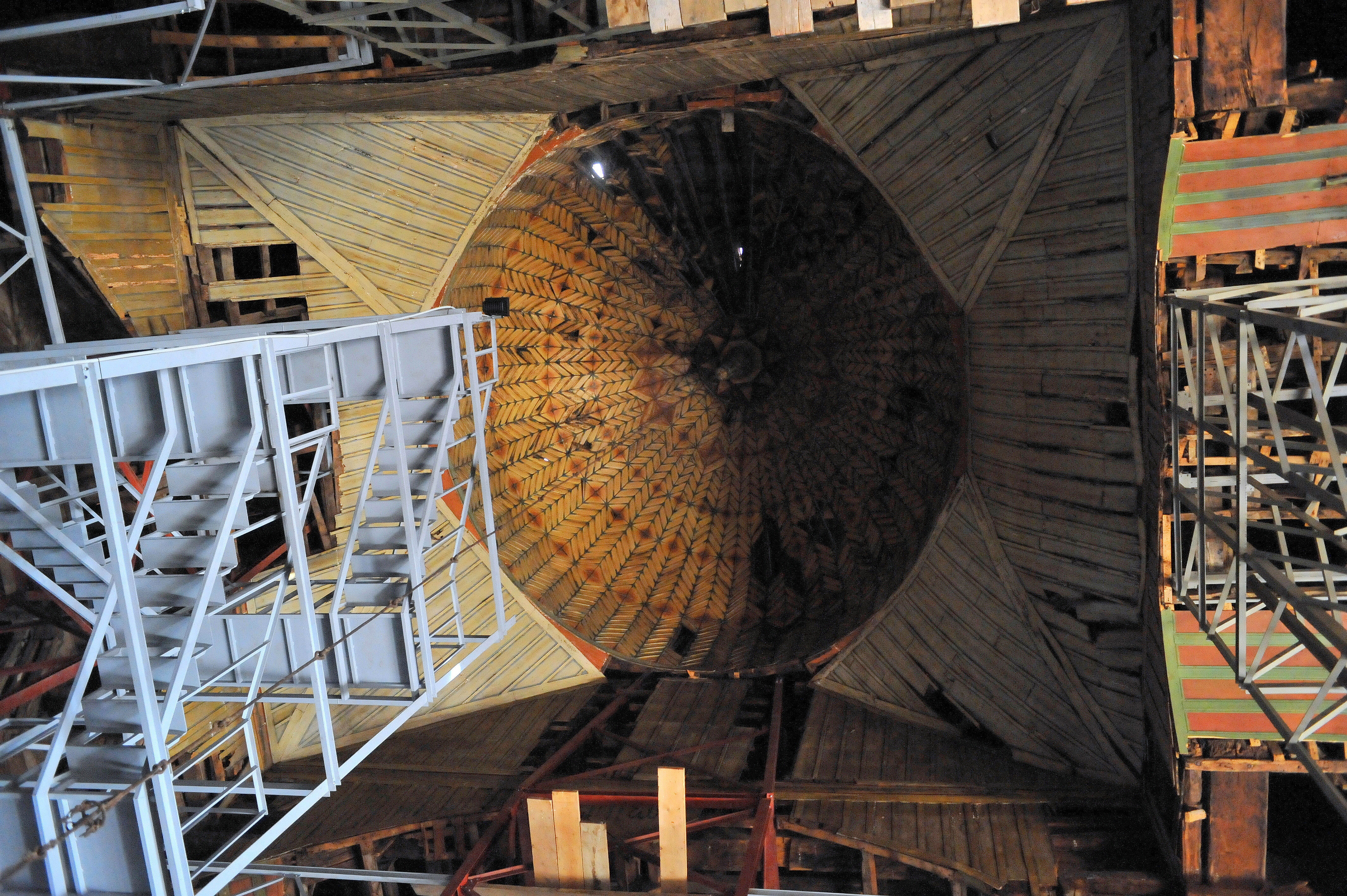
Coupole en bois avant l'incendie.
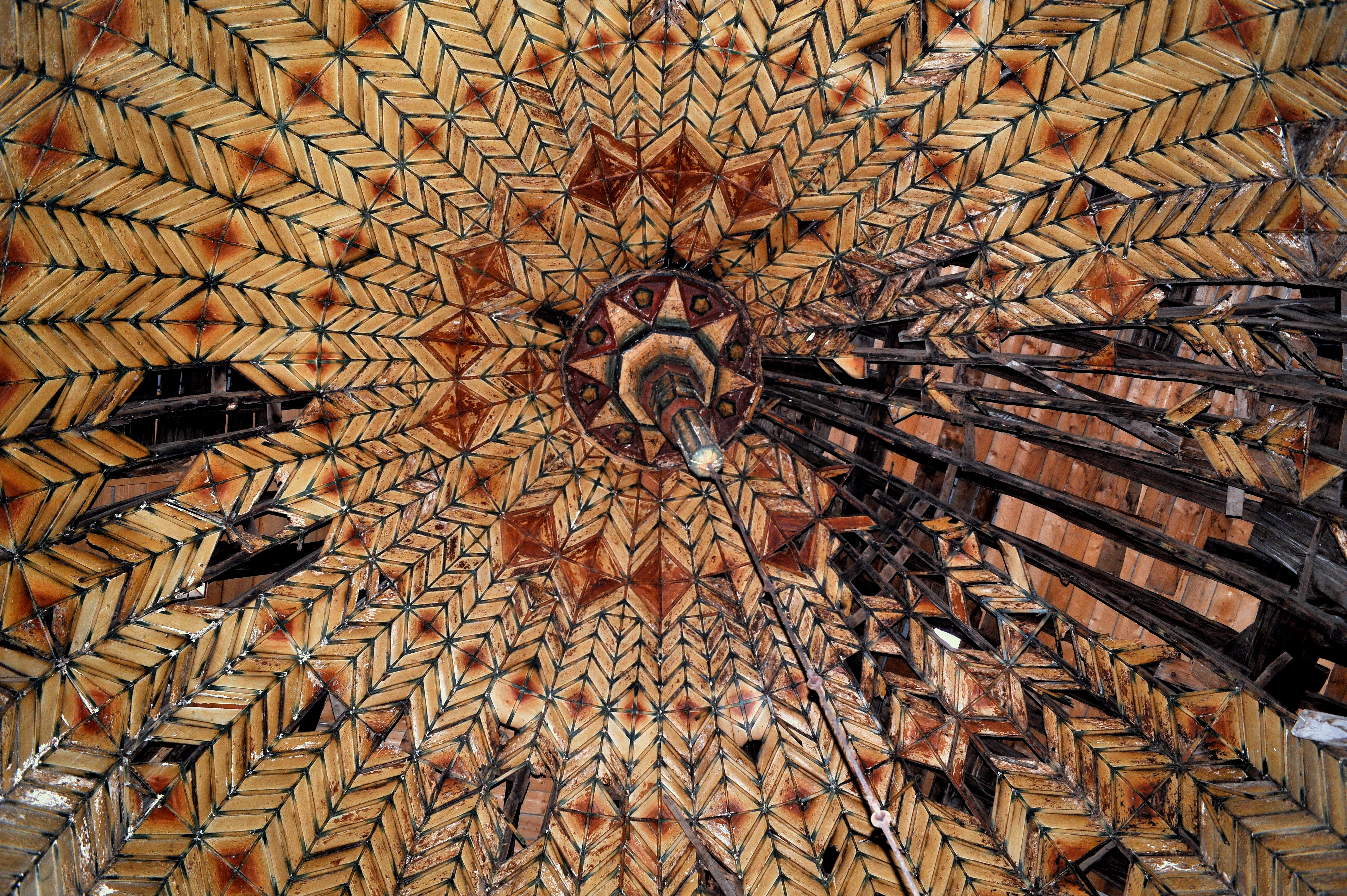
Détail des boiseries du centre de la coupole avant l'incendie.